# Europees schaakkampioenschap voor junioren
Het Europees schaakkampioenschap voor junioren tot 20 jaar werd gehouden in de jaren 1971 tot 2002. FIDE introduceerde dit kampioenschap officieel op hun jaarvergadering van 1970, waarmee de editie 1971/72 de eerste officiële versie was van dit toernooi. Feitelijk werd door FIDE het sinds 1962 jaarlijks in Groningen gehouden 'Niemeyer toernooi' ingelijfd. In onderstaande lijst worden voor de volledigheid ook de winnaars van het Niemeyer toernooi vermeld. De eerste versie voor meisjes werd gehouden in 1977/1978.

## Lijst van winnaars
|                                            | categorie: jongens     | categorie: meisjes                                       |                                  |                        |
| Jaar                                       | Locatie jongens        | Winnaar jongens                                          | Locatie meisjes                  | Winnaar meisjes        |
| Niemeyer toernooi                          |                        |                                                          |                                  |                        |
| ------------------------------------------ | ---------------------- | -------------------------------------------------------- | -------------------------------- | ---------------------- |
| 1962/1963                                  | Groningen, Nederland   | Coenraad Zuidema                                         |                                  |                        |
| 1963/1964                                  | Groningen, Nederland   | Rob Hartoch Jørn Sloth                                   |                                  |                        |
| 1964/1965                                  | Groningen, Nederland   | Hans Ree Robert Hübner                                   |                                  |                        |
| 1965/1966                                  | Groningen, Nederland   | Andrew John Whiteley Hans Ree                            |                                  |                        |
| 1966/1967                                  | Groningen, Nederland   | Mikhail Steinberg                                        |                                  |                        |
| 1967/1968                                  | Groningen, Nederland   | Anatoly Karpov                                           |                                  |                        |
| 1968/1969                                  | Groningen, Nederland   | Karl-Heinz Siegfried Maeder Zoltán Ribli Rafael Vaganian |                                  |                        |
| 1969/1970                                  | Groningen, Nederland   | András Adorján                                           |                                  |                        |
| 1970/1971                                  | Groningen, Nederland   | Zoltán Ribli                                             |                                  |                        |
| Europees schaakkampioenschap voor junioren |                        |                                                          |                                  |                        |
| 1971/1972                                  | Groningen, Nederland   | Gyula Sax                                                |                                  |                        |
| 1972/1973                                  | Groningen, Nederland   | Oleg Romanishin                                          |                                  |                        |
| 1973/1974                                  | Groningen, Nederland   | Sergey Makarichev                                        |                                  |                        |
| 1974/1975                                  | Groningen, Nederland   | John Nunn                                                |                                  |                        |
| 1975/1976                                  | Groningen, Nederland   | Alexander Kochyev                                        |                                  |                        |
| 1976/1977                                  | Groningen, Nederland   | Ľubomír Ftáčnik                                          |                                  |                        |
| 1977/1978                                  | Groningen, Nederland   | Shaun Taulbut                                            | Novi Sad, Joegoslavië            | Bożena Sikora Rita Kas |
| 1978/1979                                  | Groningen, Nederland   | John van der Wiel                                        | Kikinda, Joegoslavië             | Nana Ioseliani         |
| 1979/1980                                  | Groningen, Nederland   | Alexander Chernin                                        | Kula, Turkije                    | Nana Ioseliani         |
| 1980/1981                                  | Groningen, Nederland   | Ralf Åkesson                                             | Senta, Joegoslavië               | Agnieszka Brustman     |
| 1981/1982                                  | Groningen, Nederland   | Curt Hansen                                              | Panonia, Joegoslavië             | Elena Stupina          |
| 1982/1983                                  | Groningen, Nederland   | Jaan Ehlvest                                             |                                  |                        |
| 1983/1984                                  | Groningen, Nederland   | Valery Salov                                             |                                  |                        |
| 1984/1985                                  | Groningen, Nederland   | Ferdinand Hellers                                        | Katowice, Polen                  | Ildikó Mádl            |
| 1985/1986                                  | Groningen, Nederland   | Aleksandr Chalifman                                      |                                  |                        |
| 1986/1987                                  | Groningen, Nederland   | Vasyl Ivantsjoek                                         | Băile Herculane, Roemenië        | Ildikó Mádl            |
| 1987/1988                                  | Arnhem, Nederland      | Boris Gelfand                                            |                                  |                        |
| 1988/1989                                  | Arnhem, Nederland      | Aleksej Drejev Boris Gelfand                             | niet gespeeld                    |                        |
| 1989/1990                                  | Arnhem, Nederland      | Grigory Serper                                           | Dębica, Polen                    | Svetlana Matveeva      |
| 1990/1991                                  | Arnhem                 | Rune Djurhuus                                            |                                  |                        |
| 1991/1992                                  | Aalborg, Denemarken    | Aleksander Delchev                                       |                                  |                        |
| 1992                                       | Sas van Gent           | Aleksej Aleksandrov                                      | Hradec Králové, Tsjechoslowakije | Nino Khurtsidze        |
| 1993                                       | Vejen, Denemarken      | Vladislav Borovikov                                      | Svitavy, Tsjechië                | Ilaha Kadimova         |
| 1994                                       | niet gespeeld          |                                                          | Svitavy, Tsjechië                | Silvia Aleksieva       |
| 1995                                       | Holon, Israël          | Yuri Shulman                                             | Zanka, Hongarije                 | Maria Velcheva         |
| 1996                                       | Siofok, Hongarije      | Andrey Shariyazdanov                                     | Tapolca, Hongarije               | Maia Lomineishvili     |
| 1997                                       | Tallinn, Estland       | Dimitri Tyomkin                                          | Tallinn, Estland                 | Sofiko Tkeshelashvili  |
| 1998                                       | Jerevan, Armenië       | Levon Aronian                                            | Jerevan, Armenië                 | Sofiko Tkeshelashvili  |
| 1999                                       | Niforeika, Griekenland | Dennis de Vreugt                                         | Niforeika, Griekenland           | Regina Pokorná         |
| 2000                                       | Avilés, Spanje         | Ádám Horváth                                             | Avilés, Spanje                   | Jovanka Houska         |
| 2001                                       | Rio, Griekenland       | Zviad Izoria                                             | Rio, Griekenland                 | Iveta Radziewicz       |
| 2002                                       | Bakoe, Azerbeidzjan    | Zviad Izoria                                             | Bakoe, Azerbeidzjan              | Zeinab Mamedyarova     |

## Voetnoot
1. ↑  In 1976 was het toernooi gecombineerd met het Wereldkampioenschap schaken junioren. De Amerikaan Mark Diesen won het toernooi,  Ľubomír Ftáčnik eindigde tweede en was hoogst eindigende Europeaan.